# Saint-Germain-des-Vaux
Pour les articles homonymes, voir Saint-Germain.
Saint-Germain-des-Vaux est une ancienne commune française du département de la Manche et de la région Normandie, peuplée de 315 habitants.
Depuis le 1er janvier 2017, elle fait partie de la nouvelle commune de La Hague et a le statut de commune déléguée.

## Géographie

### Localisation
Situé à l'extrémité de la pointe de la Hague, entre Auderville à l'ouest, Omonville-la-Petite à l'est, et Jobourg au sud, la commune partage son littoral entre l'extrémité de l'anse Saint-Martin qu'est la pointe du Nez, et le cap de la Hague par le nez Bayard qui fait de Saint-Germain la commune la plus septentrionale de Basse-Normandie devant sa voisine Auderville.
Les communes limitrophes sont Auderville, Jobourg et Omonville-la-Petite.

### Milieux naturels et biodiversité
Le territoire communal est protégé par plusieurs initiatives environnementales. Dans le cadre du programme européen Natura 2000, il est couvert par la Zone de protection spéciale « landes et des dunes de la Hague » et par le site d'importance communautaire « côtes et landes de la Hague ».
La côte de Saint-Germain-des-Vaux appartient à la ZNIEFF de type 2 de la Hague, et compte trois ZNIEFF de type 1 : l'anse Saint-Martin, le cap de la Hague, et îlots et estran rocheux de la Hague. Comme pour le reste de la péninsule de la Hague, la côte est aussi un site naturel classé au titre de la loi de 1930 depuis le 17 juin 1992, et l'ensemble du territoire communal est inscrit depuis le 25 mars 1973. La commune entre dans le champ d'acquisition du Conservatoire du littoral, les terrains achetés étant gérés par le Syndicat mixte des espaces littoraux de la Manche (SyMEL).

## Urbanisme
La commune s'organise essentiellement autour de deux hameaux, le bourg (constitué par la rue de haut et la rue de bas) et le hameau Danneville.

## Toponymie
Le nom de la localité est attesté sous la forme Sancti germani au XIIe siècle.
La deuxième partie du toponyme serait un patronyme (« la famille des Vaux »).

## Histoire

### Préhistoire
Des fouilles, dirigées par Dominique Cliquet, ont révélé une occupation humaine datée du Moustérien sur le site de Port Racine.

### Temps modernes
En 1567, Toussaint Fabien, sieur de La Fouldre (alias La Foidre), est taxé pour ce fief de 8 livres dans le rôle des nobles et roturiers, au titre du ban et de l'arrière ban de la vicomté de Coutances, réalisé par Gilles Dancel, seigneur d'Audouville, lieutenant général du bailli de Cotentin, tenu à Coutances les 20-22 octobre. Le fief de La Fouldre à Saint-Germain-des-Vaux, qui valait un huitième de fief de haubert, relevait de la baronnie de Bricquebec.
Le 7 janvier 1700, le météore Ignès tombe, une heure après le levé du jour, faisant un grand bruit, faisant trembler les maisons de Saint-Germain-des-Vaux, d'Auderville et de la Hague. Le météore serait tombé dans la mer près de l'île d'Aurigny. Le phénomène est aperçu à Cherbourg et Valognes.

## Politique et administration

### Liste des maires
| Période                                  | Période           | Identité               | Étiquette | Qualité                    |
| ---------------------------------------- | ----------------- | ---------------------- | --------- | -------------------------- |
| Les données manquantes sont à compléter. |                   |                        |           |                            |
| 1830                                     | juin 1834 (décès) | Guillaume Levallois    |           |                            |
| 1834                                     | 1835              | Aimable Urbain Tesson  |           |                            |
| 1835                                     | 1846              | Étienne Digard         |           |                            |
| 1846                                     | 1855              | Jean François Lecouvey |           |                            |
| 1855                                     | 1874              | Aimable Tesson         |           |                            |
| 1874                                     | 1876              | Jean Noël Trigan       |           |                            |
| 1876                                     | 1878              | Aimable Tesson         |           |                            |
| 1878                                     | 1907              | Auguste Ladvenu        |           |                            |
| 1907                                     | 1929              | Étienne Digard         |           |                            |
| 1929                                     | 1941              | Eugène Digard          |           |                            |
| 1941                                     | octobre 1947      | Jean-Baptiste Lecouvey |           |                            |
| octobre 1947                             | mars 1977         | Louis Levallois        |           | Cultivateur                |
| mars 1977                                | mars 1983         | Roger Le Huel          |           | Hôtelier-restaurateur      |
| mars 1983                                | mars 2001         | Charles Digard         |           | Retraité de la Gendarmerie |
| mars 2001                                | mars 2008         | Alexis Le Tullier      |           | Technicien                 |
| mars 2008                                | décembre 2016     | Joseph Cauvin          |           | Entrepreneur retraité      |

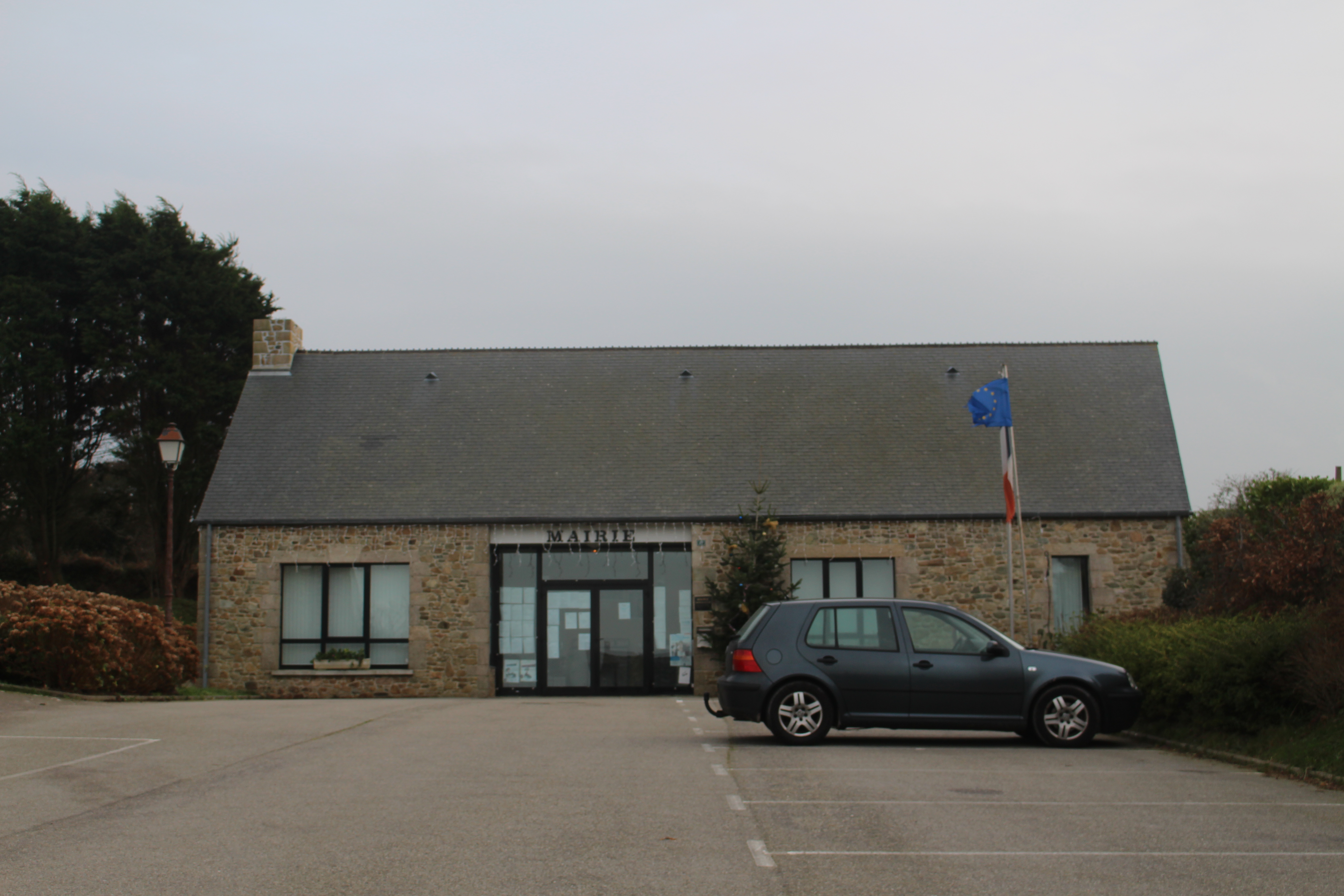
La mairie annexe.

Le conseil municipal était composé de onze membres dont le maire et trois adjoints.

### Liste des maires délégués
| Période      | Période      | Identité      | Étiquette | Qualité               |
| ------------ | ------------ | ------------- | --------- | --------------------- |
| janvier 2017 | juillet 2020 | Joseph Cauvin |           | Entrepreneur retraité |
| juillet 2020 | En cours     | Antoine Lupo  |           | Retraité Areva        |

## Population et société
Les habitants de la commune sont appelés les Saint-Germaniais.

### Démographie
L'évolution du nombre d'habitants est connue à travers les recensements de la population effectués dans la commune depuis 1793. À partir du 1er janvier 2009, les populations légales des communes sont publiées annuellement dans le cadre d'un recensement qui repose désormais sur une collecte d'information annuelle, concernant successivement tous les territoires communaux au cours d'une période de cinq ans. 
Pour les communes de moins de 10 000 habitants, une enquête de recensement portant sur toute la population est réalisée tous les cinq ans, les populations légales des années intermédiaires étant quant à elles estimées par interpolation ou extrapolation. Pour la commune, le premier recensement exhaustif entrant dans le cadre du nouveau dispositif a été réalisé en 2004,.
En 2021, la commune comptait 315 habitants, en évolution de −8,16 % par rapport à 2015 (Manche : +0,44 %, France hors Mayotte : +2,49 %).
| 1793 | 1800 | 1806 | 1821  | 1831  | 1836  | 1841  | 1846 | 1851 |
| ---- | ---- | ---- | ----- | ----- | ----- | ----- | ---- | ---- |
| 860  | 893  | 910  | 1 064 | 1 049 | 1 020 | 1 000 | 939  | 922  |

| 1856 | 1861 | 1866 | 1872 | 1876 | 1881 | 1886 | 1891 | 1896 |
| ---- | ---- | ---- | ---- | ---- | ---- | ---- | ---- | ---- |
| 851  | 777  | 752  | 684  | 667  | 583  | 570  | 508  | 525  |

| 1901 | 1906 | 1911 | 1921 | 1926 | 1931 | 1936 | 1946 | 1954 |
| ---- | ---- | ---- | ---- | ---- | ---- | ---- | ---- | ---- |
| 520  | 531  | 502  | 403  | 394  | 383  | 356  | 350  | 313  |

| 1962 | 1968 | 1975 | 1982 | 1990 | 1999 | 2004 | 2009 | 2014 |
| ---- | ---- | ---- | ---- | ---- | ---- | ---- | ---- | ---- |
| 301  | 296  | 240  | 273  | 489  | 457  | 422  | 408  | 346  |

| 2018 | - | - | - | - | - | - | - | - |
| ---- | - | - | - | - | - | - | - | - |
| 323  | - | - | - | - | - | - | - | - |

### Cultes
L'église est aujourd'hui rattachée à la nouvelle paroisse Bienheureux Thomas Hélye de la Hague du doyenné de Cherbourg-Hague.

## Culture locale et patrimoine

### Lieux et monuments
- Roche Gélétan. Si la légende veut que ces cailloux soient les traces du passage de Gargantua, ayant laissé là des graviers qui le gênaient dans ses bottes, les fouilles archéologiques ont mis au jour, sur la plage de Gélétan, l'un des plus anciens sites d'occupation du Cotentin, remontant au Paléolithique moyen[3].
- Menhir de la Bergerie des Étennevaux dit Grosse Pierre de 2,25 m de haut.
- Menhir de la Pierre à feu d'une hauteur de 2,50 m.
- Dolmen du Jogard dit Trou des fées.
- Port Racine, surnommé le plus petit port de France. Quelques bateaux y sont amarrés par des aussières. Construit sous Napoléon Ier, son nom vient du capitaine corsaire François-Médard Racine (1774-1817), qui y abritait sous l'Empire son lougre l'Embuscade. En 1886, il a été complété d'une seconde jetée.
- Jardin Jacques-Prévert, créé dans la vallée des Moulins pour les dix ans de la mort du poète à Omonville-la-Petite, par Gérard Fusberti, ancien antiquaire parisien de la place des Vosges. Il demanda aux amis de Prévert d'offrir chacun un arbre (un pin maritime par Yves Montand, un eucalyptus par Mouloudji, un poirier pleureur par Serge Reggiani…), qui pousse au milieu des poèmes et pensées.
- Tour d'un ancien moulin à vent au hameau de Danneville.
- Traces d'une motte féodale, sur la colline, à côté du Vieux-Moulin à Vent[15].
- Les Herbeuses.
- Fort Saint-Martin : la première redoute date de 1520. Le fort est doté de douze canons en 1837. Une fois désarmé et désaffecté, en 1921, il est devenu la propriété d'un patronage parisien qui y organise des colonies de vacances en juillet et le loue pendant l'année scolaire.
- Église romane Saint-Germain, à l'écart, sur une butte, des Xe, XIIe et XVIIIe siècles, dédiée à Germain à la rouelle, dont l'intérieur a été rénové en 2002, est inscrite au titre des monuments historiques par arrêté du 18 décembre 1981[16]. L'édifice abrite des fonts baptismaux, composés d'une cuve carrée en pierre du XIIIe et d'un couvercle en bois du XVIIIe, classés monuments historiques au titre objet depuis mai 1959[17], ainsi qu'un maître-autel du XVIIIe, un bénitier du XVIe, une peinture murale représentant la Sainte-Trinité du XVIIe, une éducation de la Vierge du XVIe, les statues de sainte Pernelle décapitée au XVe et mutilée au XVIIIe[18].
- Église aux Bizeaux du XVIIIe siècle, avec un petit clocher-mur.
- Chapelle Notre-Dame du XIXe siècle avec des vitraux de Gabriel Loire, chapelle du port Racine incorporée dans l'enceinte du fort.
- Ancien presbytère.
- Croix de cimetière du XVIIe siècle, croix de chemin du XVIIIe siècle.
- Ancien prieuré bénédictin relevant de l'abbaye Saint-Paul de Cormery[19].
- Quatre lavoirs.
- Au village de la rue du Bas, on peut voir rapporté sur la façade d'une maison, un bloc calcaire armorié provenant des ruines du manoir de la Fouèdre à Auderville. L'écu, qui porte les armes de la famille Fabien de La Fouèdre : de gueules à la fasce d'argent chargée d'un croissant de sable, accompagnée en chef de deux boucles d'or et en pointe d'une tête de sanglier d'argent, est timbré d'un casque morné (visière abaissé) soutenu par deux lions affrontés[20].

pour mémoire
- Chapelle Saint-Germain, située non loin de la côte[21].

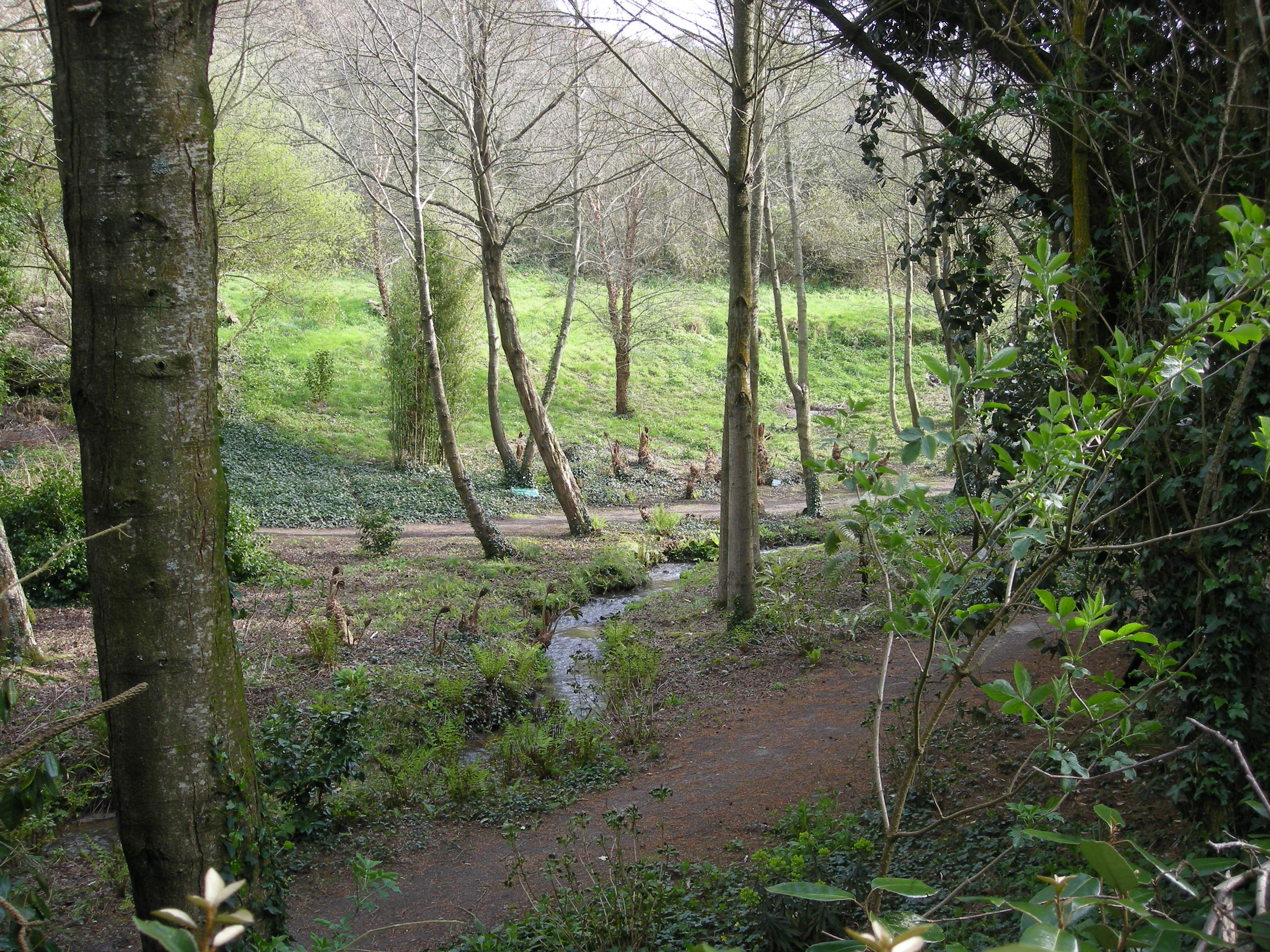
Jardin en hommage à Jacques Prévert.
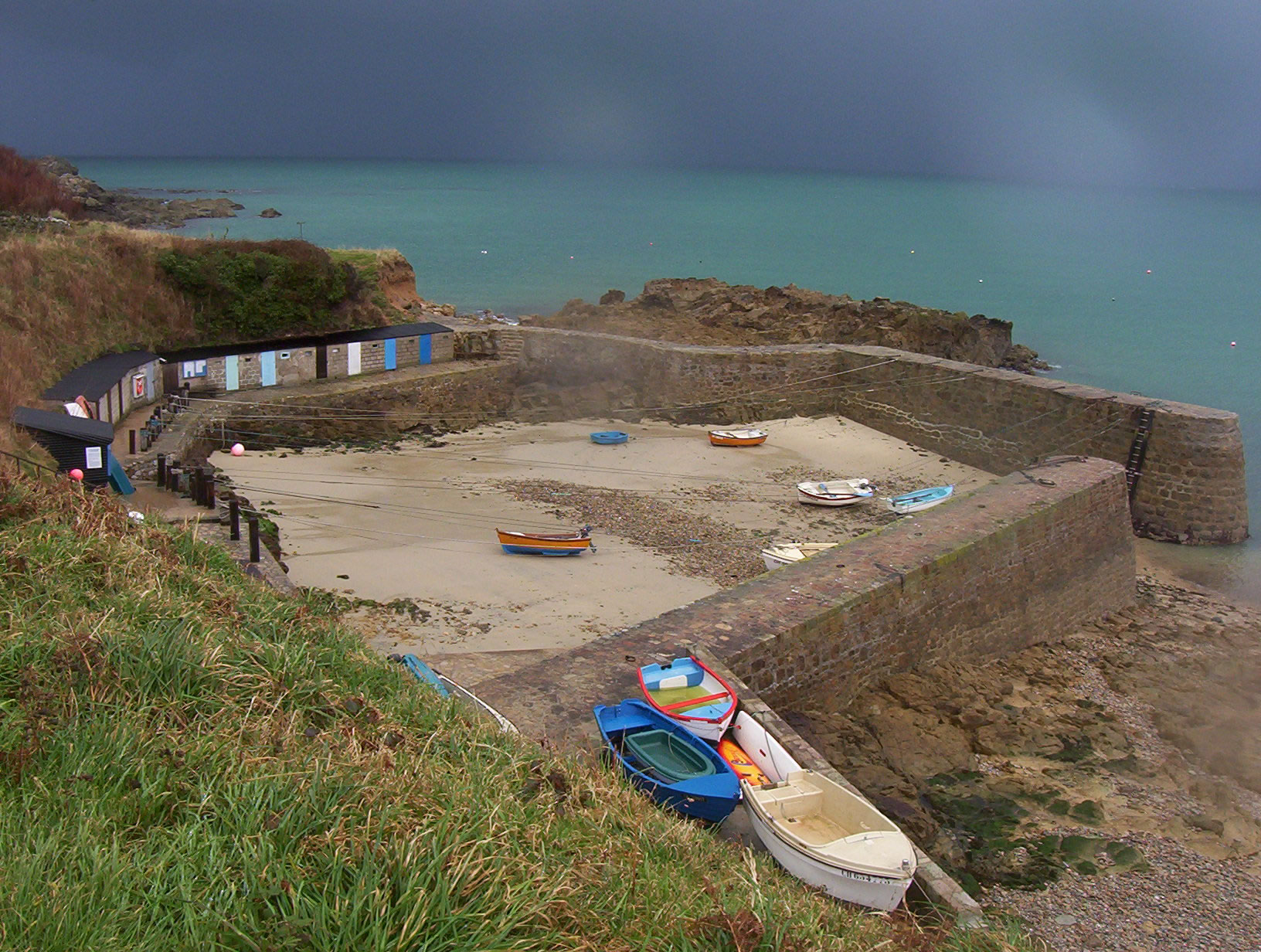
Le port Racine sous un ciel orageux.
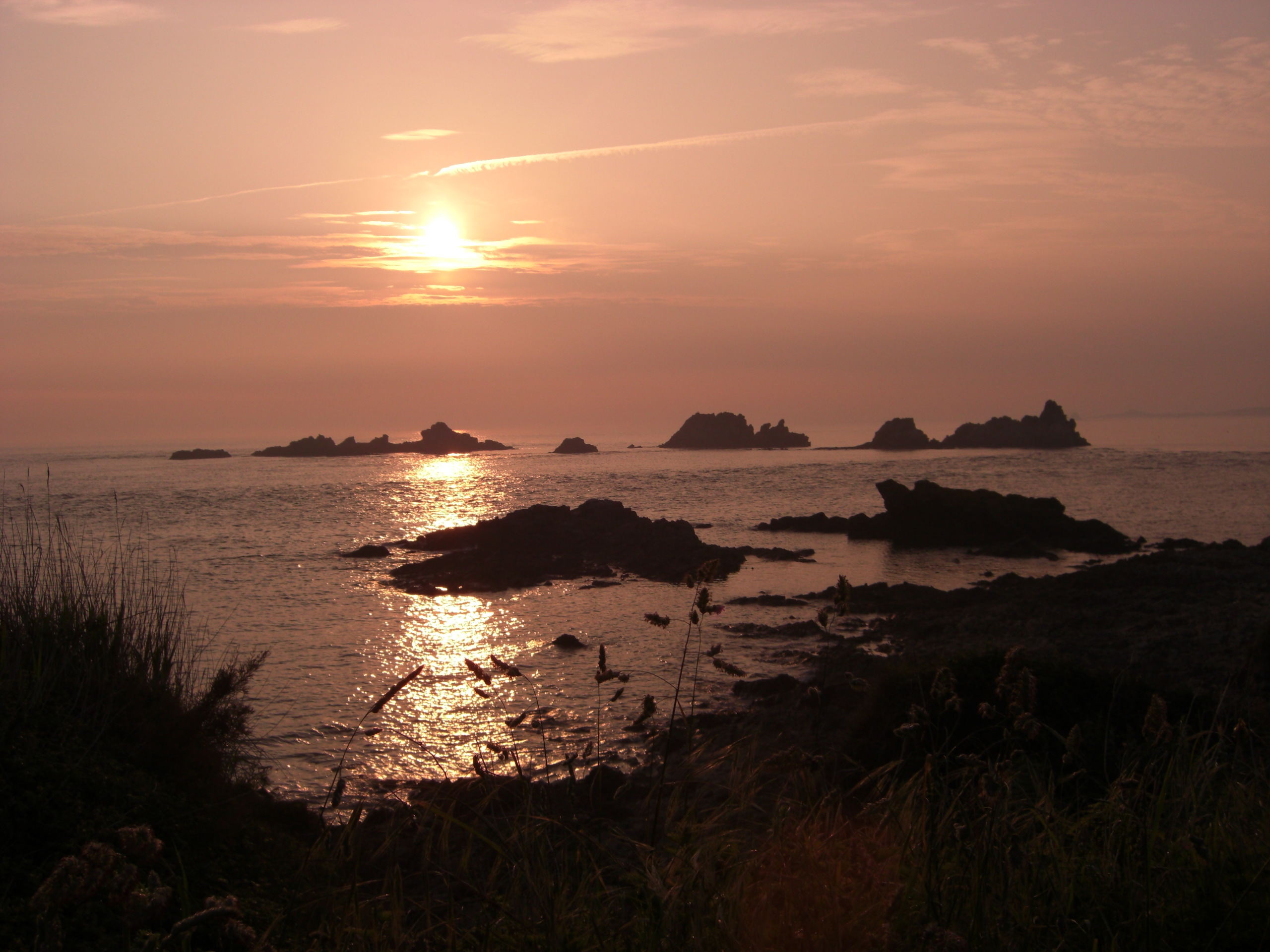
Les Herbeuses.
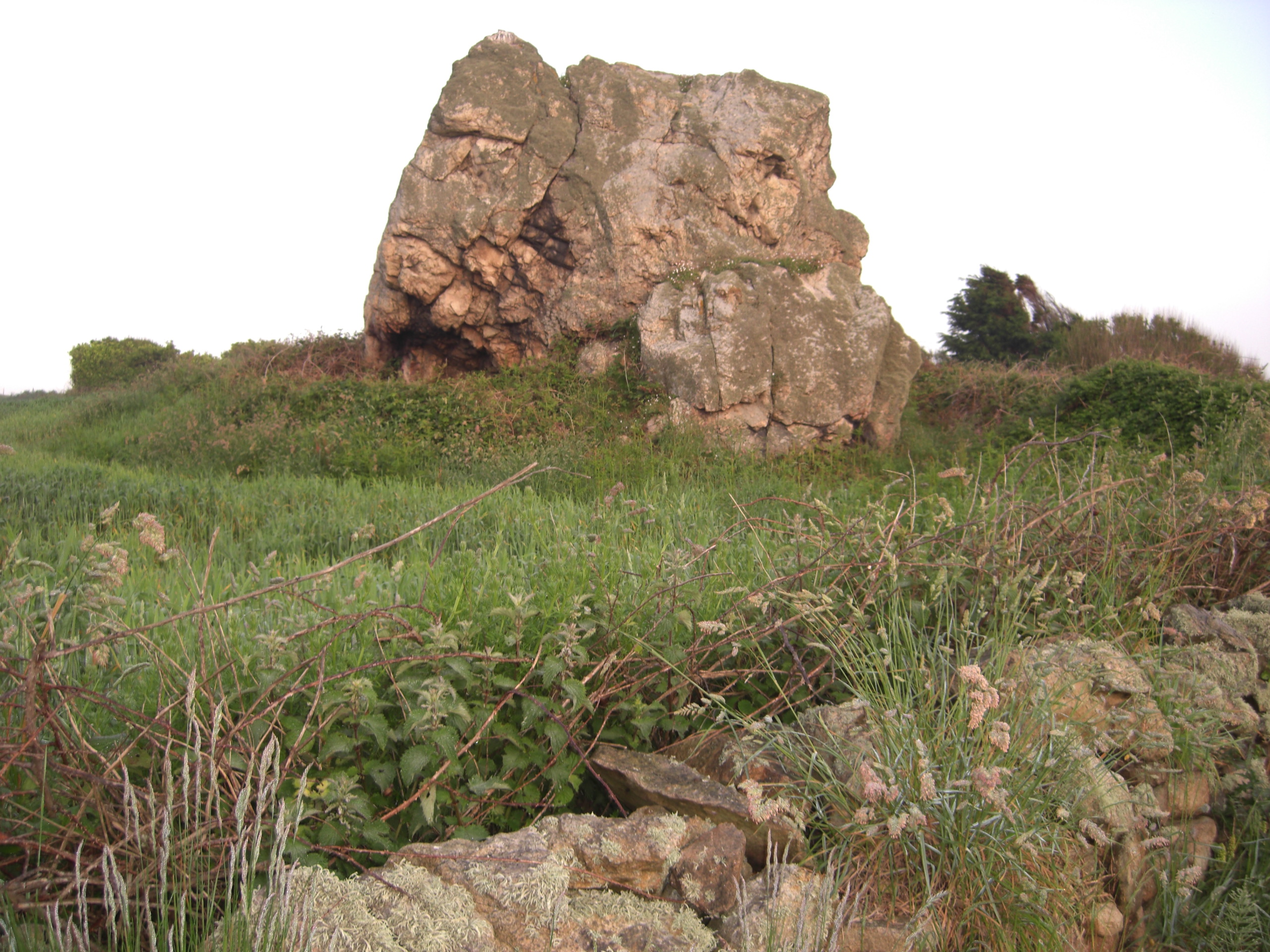
La roche Gélétan.
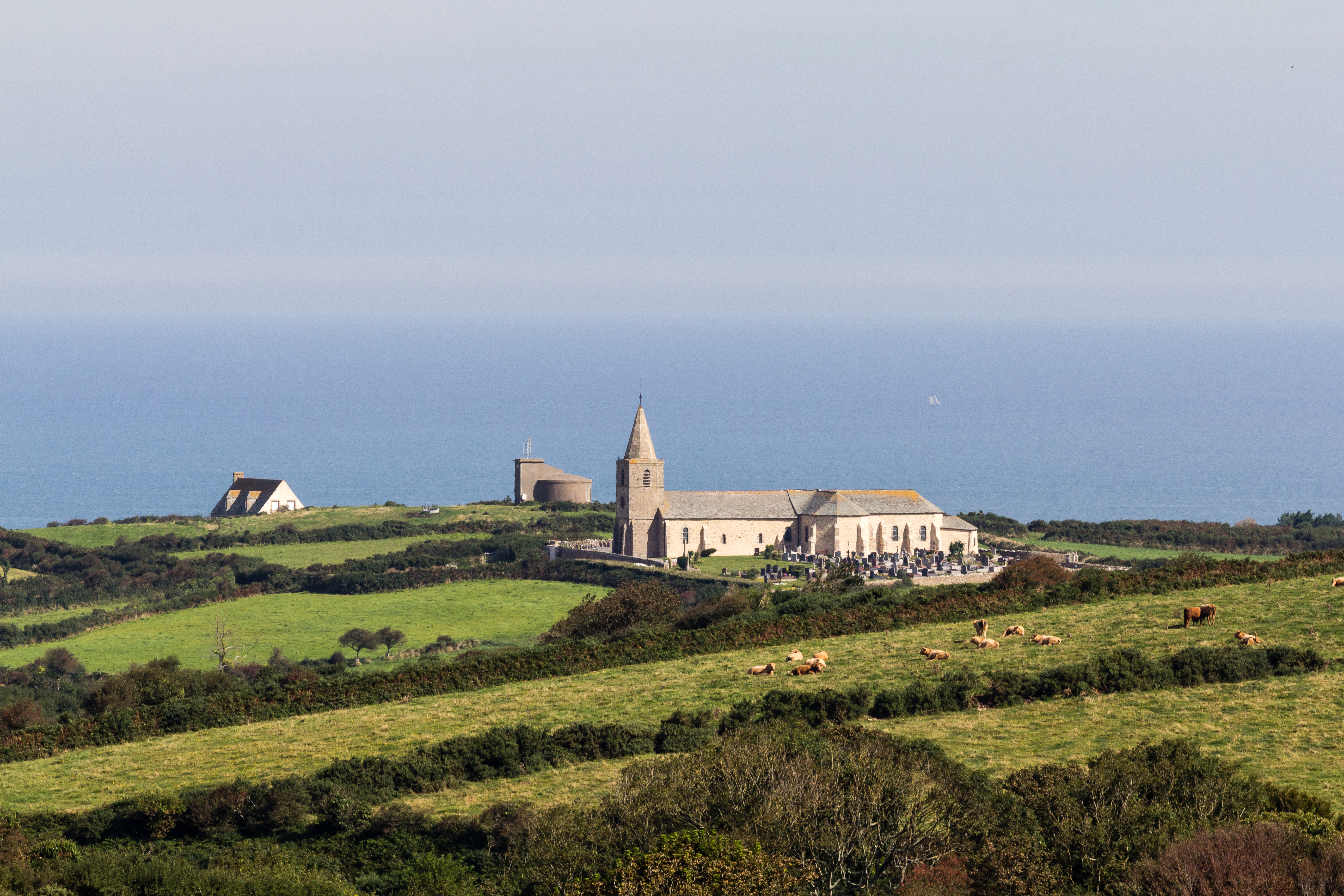
L'église Saint-Germain.

### Personnalités liées à la commune
- François-Médard Racine (1774-1817), corsaire qui a laissé son nom à son lieu de mouillage, le port Racine.
- Jean-Baptiste Auguste Digard de Lousta, né à Saint-Germain-des-Vaux le 19 décembre 1803, écrivain régionaliste et bibliothécaire de Cherbourg, il a été membre et directeur de la Société nationale académique de Cherbourg.